# Rezeigat
Die Rizeigat (auch Rizigat, Rezeigat und im Standardarabischen Rizayqat genannt) sind eine muslimische und arabische Volksgruppe des nomadischen Baggara-Volkes, das überwiegend in der sudanesischen Region Darfur und im Tschad lebt. Die Rizeigat gehören zu der größeren Gemeinschaft der Baggara-Araber in Darfur und im Tschad und sprechen sowohl sudanesisches als auch tschadisches Arabisch. Sie sind in erster Linie nomadische Hirten und ihre Wanderungen sind von den Jahreszeiten abhängig. Sie sind ein Zweig der Juhayna-Gruppe. Sie unterteilen sich in die Abbala (Kamelhirten) Rizeigat, die in Nord-Darfur und im Tschad leben, und die Baggara, die im Südosten Darfurs leben. Diese wiederum sind in mehrere große Clans unterteilt, insbesondere die Mahamid, Mahariya und Nawaiba. Aufgrund der ökologischen Unterschiede zwischen dem Norden und dem Süden des Sudan haben sich zwei verschiedene Arten des Nomadentums herausgebildet: Kamelhirten im Norden und Rinderhirten im Süden. Sie sind ein wesentlicher Bestandteil der aus den Janjaweed hervorgegangenen Schnellen Eingreiftruppen.
Die Baggara Rizeigat unterstützten zum Stand 2024 die sudanesische Regierung während des Konflikts mit der SPLA. Sie bildeten die Murahileen, berittene Plünderer, die Dörfer im Süden angriffen, um Wertgegenstände und Sklaven zu erbeuten. Während des zweiten sudanesischen Bürgerkriegs wurden Tausende von Dinka-Frauen und -Kindern entführt und anschließend von Mitgliedern der Messiria- und Rizeigat-Volksgruppe versklavt. Eine unbekannte Zahl von Kindern des Nuba-Volkes wurde ebenfalls entführt und versklavt.
Im Darfur-Konflikt spielten die Abbala Rizeigat eine wichtige Rolle bei der Aufstandsbekämpfung der sudanesischen Regierung und erlangten als Teil der Janjaweed-Miliz Berühmtheit. Musa Hilal von den Mahamid und Mohamed Hamdan Dagalo alias Hemedti von den Mahariya sind die beiden bekanntesten Anführer.

## Nördliches Rizeigat
Die nördlichen Rizeigat sind arabische Nomaden, die Kamele hüten. Die nördlichen Rizeigat haben die Sektionen Mahamid, Mahariya und Nuwaiba mit den südlichen Rizeigat gemeinsam, aber es gibt zwei weitere Sektionen, die ausschließlich Abbala sind – das sind die Atayfat und die Irayqat. Die nördlichen Rizeigat sind traditionell in Nord-Darfur und im östlichen Tschad, um Arada in der Region Wadi Fira (früher als Präfektur Biltine bekannt), zu finden, sind aber von Nord-Darfur und dem östlichen Tschad aus in ganz Darfur, insbesondere nach West-Darfur, eingewandert. Im Gegensatz zu ihren südlichen Vettern besitzen sie in Darfur kein Dar (Stammesheimat), sondern nur Damra – vorübergehende Siedlungen, die arabischen Nomaden auf dem Land anderer Stämme zugewiesen werden.

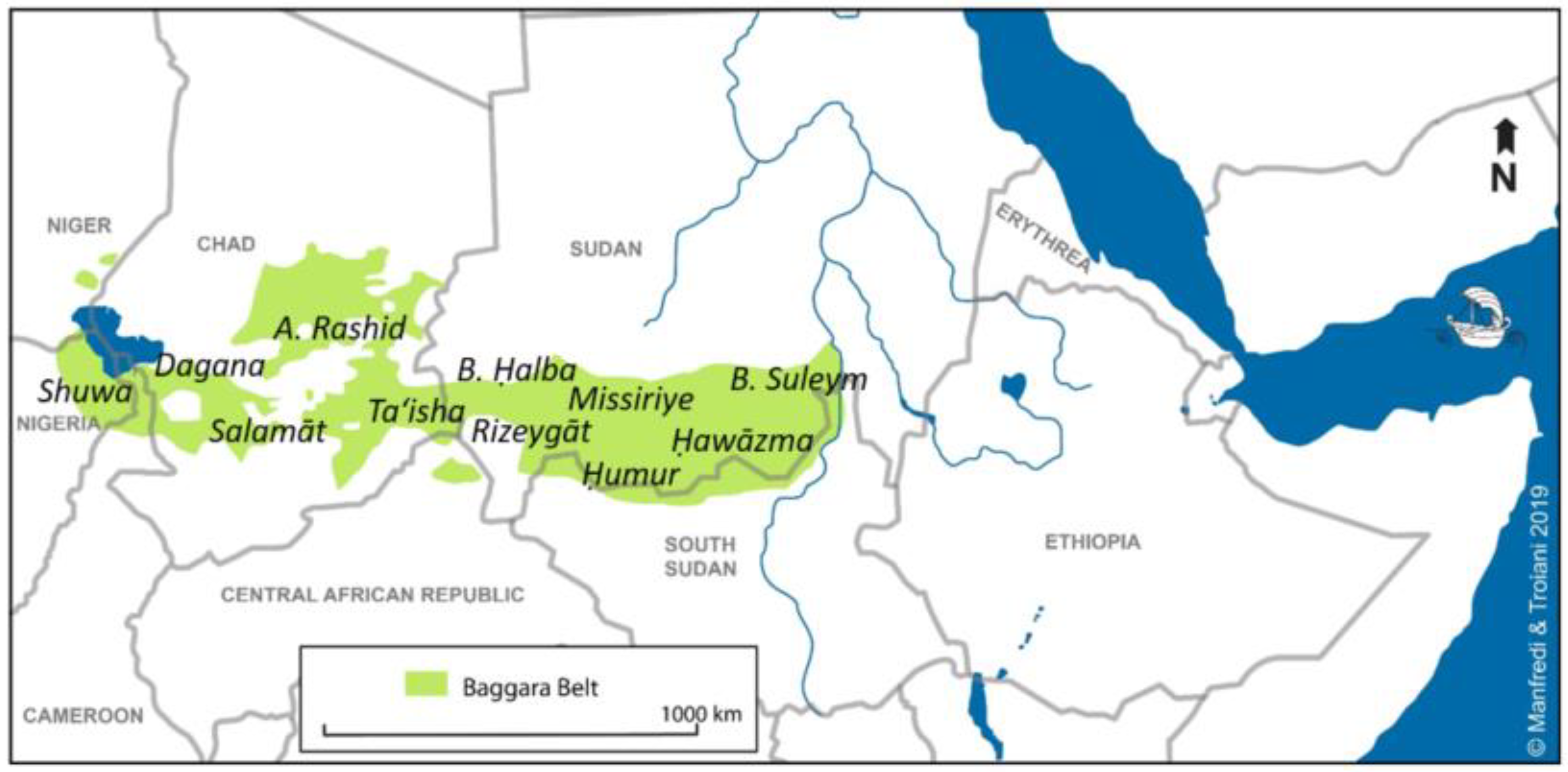